# Rijcklof van Goens
Rijcklof van Goens (24 juin 1619 à Rees - 14 novembre 1682 à Amsterdam) a été gouverneur de Ceylan, actuel Sri Lanka, de 1660 à 1661, en 1663 et enfin de 1664 à 1675. Il devient gouverneur général des Indes néerlandaises, actuelle Indonésie, de 1678 à 1681. Il a laissé de nombreux écrits sur ses voyages en Inde, au Sri Lanka et à Java qui sont un important témoignage de la vie en Asie du Sud-Est au XVIIe siècle.

## Biographie
Rijckloff van Goens est né à Rees. Il est gouverneur de Ceylan durant la colonie du Ceylan néerlandais du 12 mai 1660 à 1661, puis en 1663 et enfin du 19 novembre 1664 à 1675. Le 7 janvier 1663, Rijckloff van Goens prend Cochin aux Portugais. Il a laissé de nombreux écrits de ces voyages à Ceylan, en Inde et à Java, où son témoignage sur la vie de palais du temps du Sultan Agung constitue une importante source pour la recherche,. 
Rijcklof van Goens devient gouverneur-général de la compagnie néerlandaise des Indes orientales de 1678 à 1681. Il reprend la côte de Malabar aux Anglais et aux Portugais et accroît durablement l'influence néerlandaise sur Java, notamment en aidant le roi Amengkurat II à accéder au pouvoir en contrepartie d'énormes concessions sur les activités portuaires de l'île.